# Olga von Griechenland

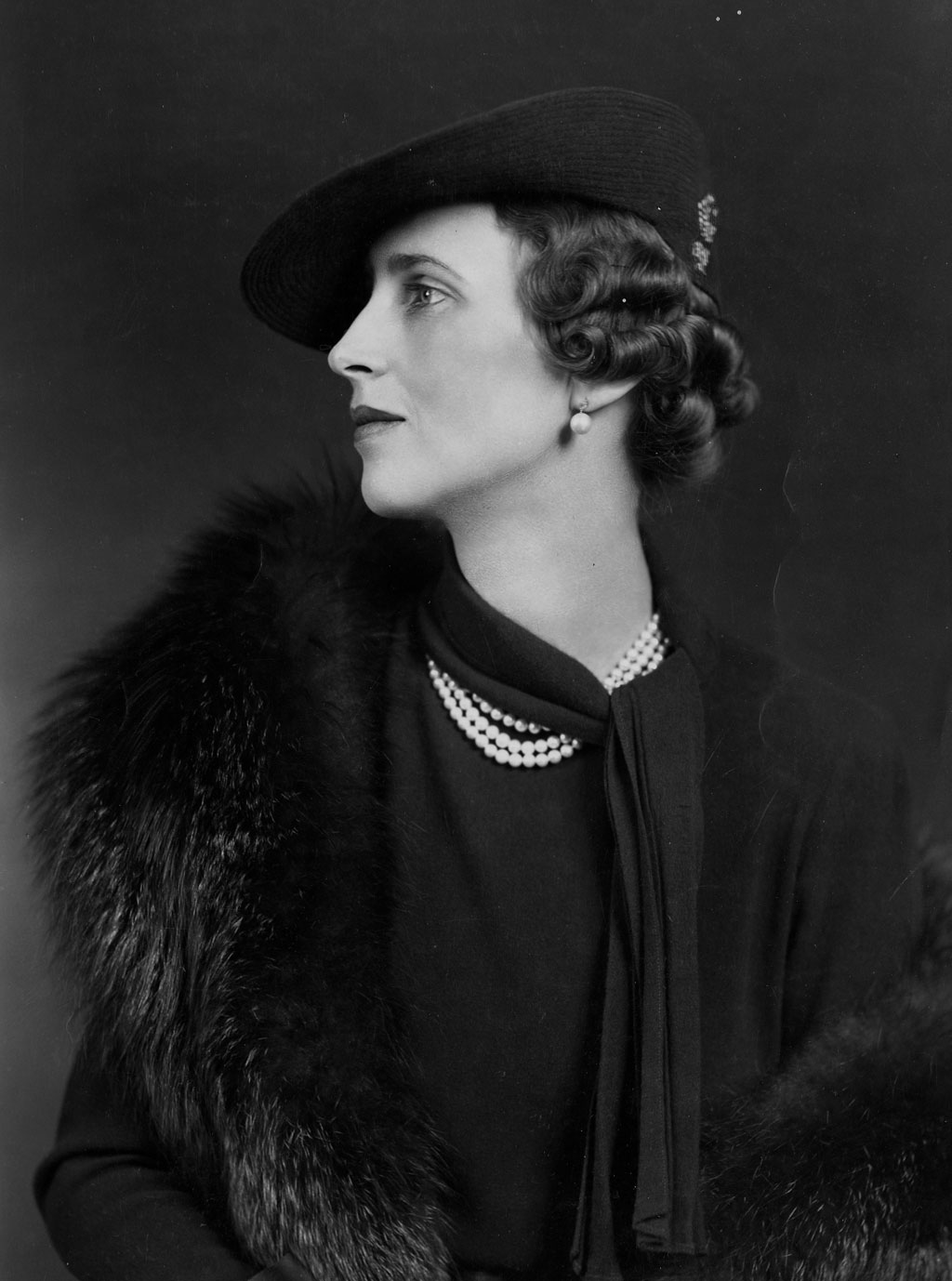
Olga von Griechenland

Olga von Griechenland und Dänemark (* 11. Juni 1903 in Tatoi; † 16. Oktober 1997 in Paris) war die griechische Ehefrau von Prinzregent Paul von Jugoslawien.

## Leben

### Kindheit als griechische Prinzessin

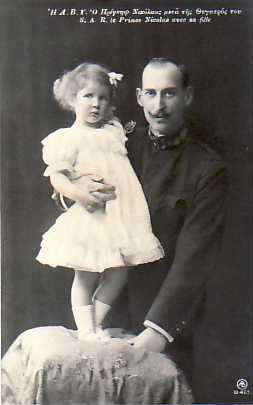
Olga als Vierjährige mit ihrem Vater Nikolaus (1907)

Sie wurde als älteste Tochter des griechischen Prinzen Nikolaus, einem Sohn von König Georg I., und dessen Gemahlin Großfürstin Jelena Wladimirowna Romanowa von Russland geboren. Ihre Schwestern waren Marina, Duchess of Kent (1906–1968) und Elisabeth, Gräfin von Toerring-Jettenbach (1904–1955). Außerdem ist sie eine direkte Cousine von Philip, Duke of Edinburgh. 
Olga, die nach ihrer Großmutter väterlicherseits – der Großfürstin und Königin der Griechen Olga Konstantinowna Romanowa – benannt wurde, wuchs mit ihren Schwestern in Athen auf. Durch englische Kindermädchen erhielt sie eine Ausbildung, die sich auf Sprachen, Geschichte, Literatur, Mathematik, höfische Konversation, Tanzen und Reiten konzentrierte. In ihrer Kindheit besuchte die Familie oft ihre Verwandte im Ausland. Da Olgas Mutter eine geborene Großfürstin von Russland war, hatte sie engen Kontakt zu den Romanows. Außerdem hatte Olgas Vater Nikolaus durch seinen Vater König Georg I. auch Verwandte in Dänemark. Jeden Sommer traf sich die Verwandtschaft des dänischen Königs Christian IX. auf Schloss Fredensborg. 
Vor dem Ersten Weltkrieg konnte Olga ein relativ unbeschwertes Leben genießen. 1917 musste die Familie ins Exil gehen, nachdem König Konstantin I. abgedankt hatte. Da war sie 14 Jahre alt. Weitestgehend mittellos, zog die Familie nach Paris, wo Olga die nächsten Jahre leben sollte. Im Exil kümmerte sich Großfürstin Jelena um russische Emigranten, die durch die Revolution nach Paris geflüchtet waren.

### Heirat und Nachkommen

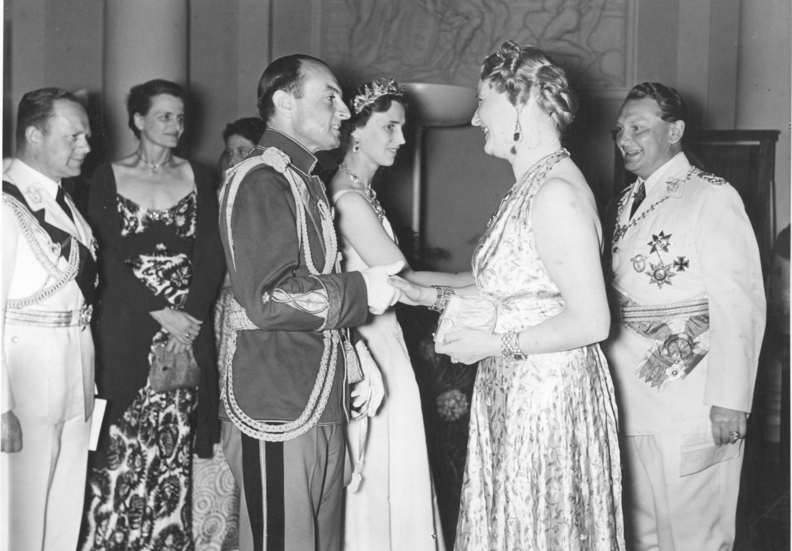
Olga von Griechenland neben Paul von Jugoslawien mit Emmy und Hermann Göring im Schloss Charlottenburg (1939)

Eine Verlobung 1922 mit dem dänischen Kronprinzen Frederik, dem späteren Friedrich IX., wurde nach wenigen Monaten wieder gelöst. Olga heiratete am 22. Oktober 1923 in Belgrad den jugoslawischen Prinzen Paul. Nach dem Attentat auf Alexander I. trat Paul die Regentschaft für seinen noch nicht volljährigen Neffen Peter II. an. Das Paar hatte drei Kinder:
- Prinz Alexander von Jugoslawien (* 13. August 1924 in White Lodge, Richmond; † 12. Mai 2016 in Paris)[1]
- Prinz Nikola von Jugoslawien, genannt Nicky (* 29. Juni 1928 in London; † 12. April 1954 in Datchet, Buckinghamshire)
- Prinzessin Elisabeth von Jugoslawien (* 7. April 1936 in Belgrad)

Prinz Alexander war zuerst mit Prinzessin Maria Pia von Savoyen (* 1934), Tochter von König Umberto II. von Italien, verheiratet. Seit 1973 war er mit Prinzessin Barbara von und zu Liechtenstein (* 1942) verheiratet. Der zweite Sohn Prinz Nikola starb mit 25 Jahren bei einem Autounfall. Die einzige Tochter Elisabeth war dreimal verheiratet. Aus ihrer ersten Ehe mit dem US-Amerikaner Howard Oxenberg (1919–2010) stammt die Schauspielerin Catherine Oxenberg (* 1961).

### Späteres Leben

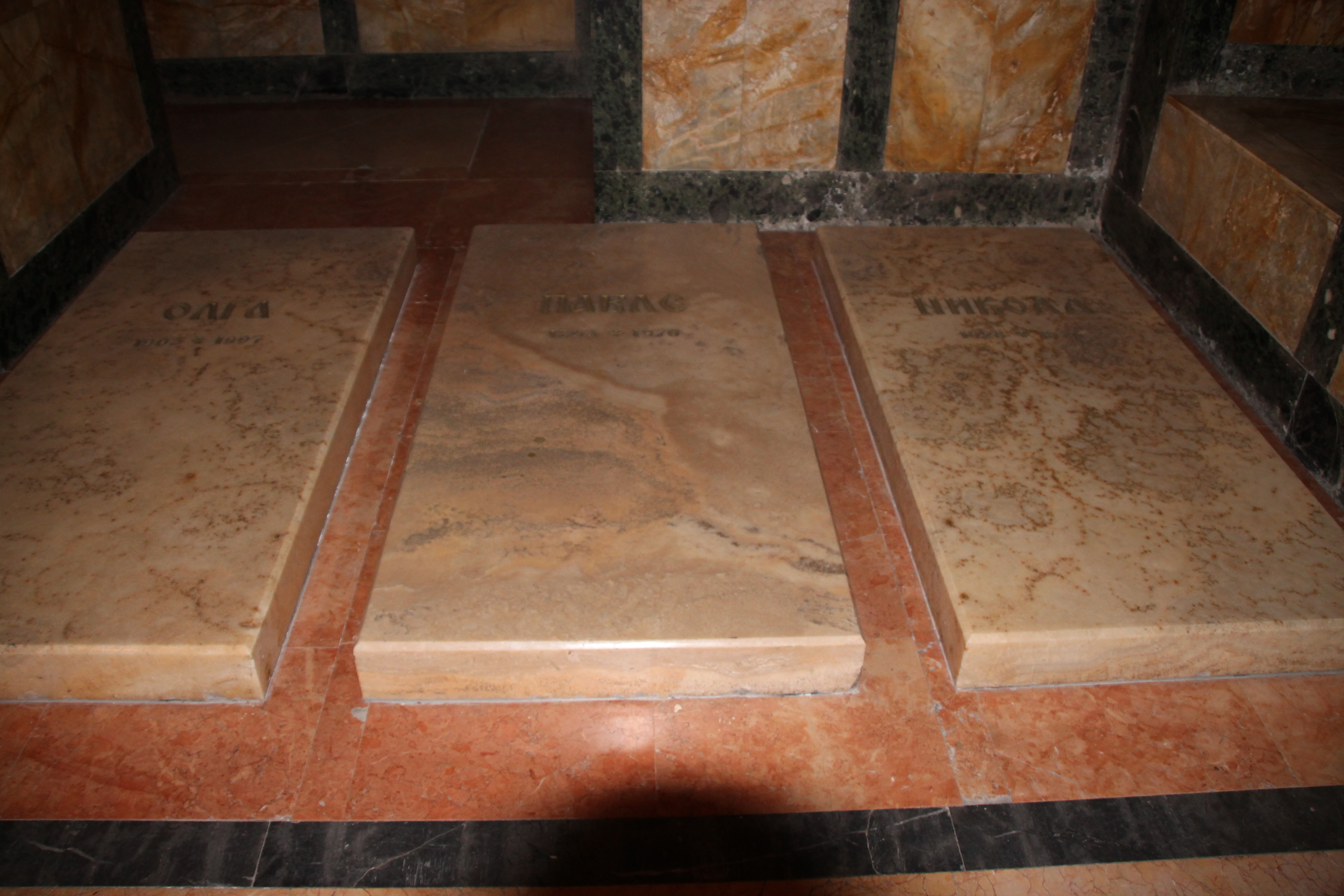
Grabstätten von Prinzessin Olga, Prinzregent Paul und Prinz Nikola († 1954) in der St. Georgs-Kirche auf dem Oplenac

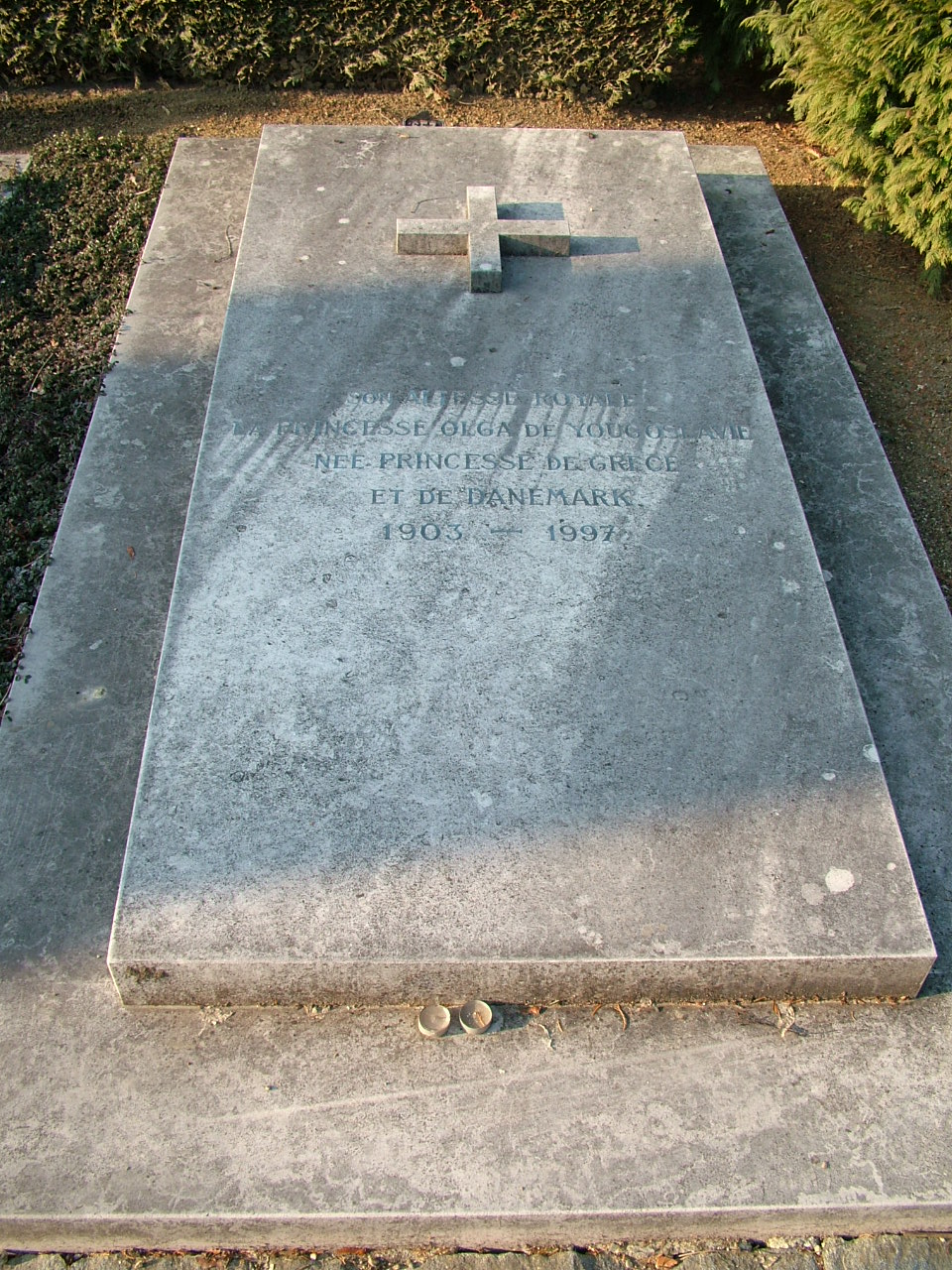
Ehemaliges Grab (1997–2012) von Prinzessin Olga in Lausanne

Nachdem Paul 1941 dem Dreimächtepakt beigetreten war, wurde in Belgrad gegen ihn geputscht, und die Familie ging ins Exil. Während des Krieges standen sie in Südafrika unter britischem Hausarrest.
Als Olgas Heimat Griechenland 1974 zur Republik wurde, verlor sie auch den griechischen Titel. Lediglich ihr dänischer Titel blieb bis zu ihrem Tod gültig. Prinzessin Olga überlebte ihren Mann um 21 Jahre und starb 1997 in Paris, sie wurde auf dem Cimetière de Bois de Vaux in Lausanne beigesetzt (Friedhof 2. Teil, Sekt. 41, Nr. 658). Ihr Gemahl Paul und ihr 1954 bei einem Verkehrsunfall getöteter Sohn, Prinz Nikola (* 1928), wurden ebenfalls dort bestattet. 
Im September 2012 wurden die Gebeine dieser drei Personen aus ihren Gräbern in Lausanne exhumiert, nach Serbien überführt und in der königlichen Krypta in der St. Georgs-Kirche auf dem Oplenac beigesetzt.

## Quelle
- Centre d’Études des Dynasties Royales Européenes